# Tapura coriacea
Tapura coriacea är en tvåhjärtbladig växtart som beskrevs av Macbride. Tapura coriacea ingår i släktet Tapura och familjen Dichapetalaceae. Inga underarter finns listade i Catalogue of Life.